# Little Ponderosa
Little Ponderosa es un lugar designado por el censo ubicado en el condado de Beaver en el estado estadounidense de Oklahoma. En el Censo de 2020 tenía una población de 438 habitantes y una densidad poblacional de 225,77 habitantes por km². Fue incluido como CDP en el censo de 2020.

## Geografía
Little Ponderosa se encuentra ubicado en las coordenadas 36°57′24″N 100°52′39″O / 36.95667, -100.87750. Según la Oficina del Censo de los Estados Unidos,  tiene una superficie total de 1,94 km², todos correspondientes a tierra firme.